# Maevia hobbsae
Maevia hobbsae là một loài nhện trong họ Salticidae.
Loài này thuộc chi Maevia. Maevia hobbsae được R. W. Barnes miêu tả năm 1955.